# Barry Clemens
John Barry Clemens (Dayton, 1º maggio 1943) è un ex cestista statunitense, professionista nella NBA.

## Carriera
Venne selezionato dai New York Knicks al terzo giro del Draft NBA 1965 (19ª scelta assoluta).